# Шпанин, Станислав Владимирович
Стасс Шпанин (англ. Stass Shpanin, имя при рождении — Станислав Владимирович Шпанин; род. 1990, Баку) — американский художник, работающий с историческими темами в разных направлениях изобразительного искусства.

## Биография
Родился 16 мая 1990 года в городе Баку, Азербайджанской ССР. С четырёх лет Шпанин начал заниматься искусством с профессиональным художником и педагогом Татьяной Кесарь. В 1995 пошёл в школу № 49, с 1999 по 2004 годы учился в бакинском лицее «Интеллект». В 1997 в Баку открылась первая персональная выставка картин Стаса Шпанина.
В 13 лет эмигрировал в США в штат Массачусетс, где начал проявлять интерес к истории России эпохи Российской империи, которая была запрещена и искажалась в СССР на протяжении почти всего XX века. В период обучения в Хартфордской Школе Искусств, Хартфордского университета, Шпанин создал проект под названием «Триалектика», где он объединял разные слои истории в единые монументальные композиции. После окончания учёбы с отличием в 2012 году переехал в Россию по межправительственной программе академических обменов — «Фулбрайт». Будучи в России, продолжил визуальное изучение изображений прошлого и формирование собственного отношения к истории дореволюционной России. Во время участия в программе «Фулбрайт» Стасс Шпанин стажировался в отделении аспирантуры в МГАХИ им. Сурикова при Российской Академии Художеств с Таиром Салаховым. Его современные работы отражают международные исторические конфликты посредством создания визуального напряжения между историческими фотографиями, артефактами, геральдикой и элементами природы.
Шпанин выставлял свои работы в Соединённых Штатах, Италии, Франции, Швейцарии,
Израиле, Азербайджане и России в галереях и музеях включая галерею Smack Mellon, музей Джаспер
Ранд, музей современного Русского искусства, галерею Гридчинхолл, и галерею ToBE.

## Работы
- Работы Стасса Шпанина